# Briefmarken-Jahrgang 1993 der Deutschen Bundespost
Der Briefmarken-Jahrgang 1993 der Deutschen Bundespost umfasste 60 Sondermarken. Die Dauermarkenserie Sehenswürdigkeiten wurden in diesem Jahr mit vier Marken fortgesetzt.
Alle seit dem 1. Januar 1969 ausgegebenen Briefmarken waren unbeschränkt frankaturgültig, es gab kein Ablaufdatum wie in den vorhergehenden Jahren mehr.
Durch die Einführung des Euro als europäische Gemeinschaftswährung zum 1. Januar 2002 wurde diese Regelung hinfällig.
Die Briefmarken dieses Jahrganges konnten allerdings bis zum 30. Juni 2002 genutzt werden. Ein Umtausch war noch bis zum 30. September in den Filialen der Deutschen Post möglich, danach bis zum 30. Juni 2003 zentral in der Niederlassung Philatelie der Deutschen Post AG in Frankfurt.

## Liste der Ausgaben und Motive
Legende
- Bild: Eine bearbeitete Abbildung der genannten Marke. Das Verhältnis der Größe der Briefmarken zueinander ist in diesem Artikel annähernd maßstabsgerecht dargestellt. Sollten keine Marken abgebildet sein, liegt es daran, dass das Urheberrecht des Künstlers noch nicht erloschen ist.
- Beschreibung: Eine Kurzbeschreibung des Motivs und/oder des Ausgabegrundes. Bei ausgegebenen Serien oder Blocks werden die zusammengehörigen Beschreibungen mit einer Markierung versehen eingerückt.
- Wert: Der Frankaturwert der einzelnen Marke in Pfennig. Ein „+“ bedeutet, dass es sich um eine Zuschlagsmarke handelt (= Frankaturwert + Spende).
- Ausgabedatum: Das Datum des erstmaligen Verkaufs dieser Briefmarke.
- Auflage: Soweit bekannt, wird hier die zum Verkauf angebotene Anzahl dieser Ausgabe angegeben.
- Entwurf: Soweit bekannt, wird hier angegeben, von wem der Entwurf dieser Marke stammt.
- Mi.-Nr.: Diese Briefmarke wird im Michel-Katalog unter der entsprechenden Nummer gelistet.

| Sondermarken | |                  |                       |             |                                      |               |
| Bild         | Beschreibung | Werte in Pfennig | Ausgabe- datum (1993) | Auflage     | Entwurf                              | MiNr.         |
|              | 1200 Jahre Münster St.-Paulus-Dom, Überwasserkirche und weitere Gebäude aus Münster | 60               | 14. Januar            | 24.840.000  | Isolde Monson-Baumgart               | 1645          |
|              | 350. Geburtstag von Isaac Newton (1643–1727) Porträt vor seiner Skizze zur Untersuchung der Lichtbrechung, zweites Newtonsches Axiom                                                                      | 100              | 14. Januar            | 22.350.000  | Hilmar Zill                          | 1646          |
|              | 125 Jahre Norddeutsche Seewarte, Hamburg | 100              | 14. Januar            | 25.401.000  | Helmut Langer und Marina Langer-Rosa | 1647          |
|              | 100 Jahre Verband deutscher Elektrotechniker Hausumriss mit Stromkabel und Steckdose | 170              | 14. Januar            | 17.860.000  | Günter Gamroth                       | 1648          |
|              | Europäisches Jahr Sicherheit und Gesundheitsschutz am Arbeitsplatz Emblem, sowie links und rechts schwarz-gelbes Sicherheitsband                                                                          | 100              | 14. Januar            | 22.110.000  | Hans Detlefsen                       | 1649          |
|              | Für den Sport Olympische Sportstätten in Deutschland - Olympiaschanze in Garmisch-Partenkirchen | 60+30            | 11. Februar           | 3.320.000   | Joachim Rieß                         | 1650          |
|              | - Olympiapark in München | 80+40            | 11. Februar           | 3.407.000   | Joachim Rieß                         | 1651          |
|              | - Olympiastadion Berlin | 100+50           | 11. Februar           | 3.570.000   | Joachim Rieß                         | 1652          |
|              | - Olympiahafen Kiel | 170+80           | 11. Februar           | 3.270.000   | Joachim Rieß                         | 1653          |
|              | 250 Jahre Gewandhausorchester Leipzig stilisierte Tonschwingung | 100              | 11. Februar           | 24.975.000  | Wunderlich                           | 1654          |
|              | 600. Todestag von Johannes Nepomuk (um 1350–1393) Statue von 1693 auf der Karlsbrücke in Prag; Gemeinschaftsausgabe mit Tschechien und der Slowakei                                                       | 100              | 11. März              | 24.980.000  | Joachim Rieß                         | 1655          |
|              | Deutsche Malerei des 20. Jahrhunderts - George Grosz, Café | 100              | 11. März              | 24.150.000  | Ernst Jünger                         | 1656          |
|              | - Otto Pankok, Meer und Sonne | 100              | 11. März              | 23.980.000  | Ernst Jünger                         | 1657          |
|              | - A. Paul Weber, Publikum | 100              | 11. März              | 24.100.000  | Ernst Jünger                         | 1658          |
|              | Neue Postleitzahlen | 100              | 11. März              | 35.800.000  | Ernst Jünger                         | 1659          |
|              | Wappen der Länder der Bundesrepublik Deutschland - Landeswappen Hessen | 100              | 11. März              | 24.350.000  | Ernst Jünger                         | 1660          |
|              | - Wappen Mecklenburg-Vorpommerns | 100              | 17. Juni              | 8.100.000   | Ernst Jünger                         | 1661          |
|              | - Wappen Niedersachsens | 100              | 15. Juli              | 23.235.000  | Ernst Jünger                         | 1662          |
|              | - Wappen Nordrhein-Westfalens | 100              | 12. August            | 23.800.000  | Ernst Jünger                         | 1663          |
|              | - Landeswappen von Rheinland-Pfalz | 100              | 16. September         | 24.730.000  | Ernst Jünger                         | 1664          |
|              | Für die Jugend, gefährdete Käfer - Alpenbock Rosalia alpina | 80+40            | 15. April             | 3.120.000   | Annegret Ehmke                       | 1666          |
|              | - Goldglänzender Rosenkäfer Cetonia aurata | 80+40            | 15. April             | 3.116.000   | Annegret Ehmke                       | 1667          |
|              | - Hirschkäfer Lucanus cervus | 100+50           | 15. April             | 3.144.000   | Annegret Ehmke                       | 1668          |
|              | - Feld-Sandlaufkäfer Cicindela campestris | 100+50           | 15. April             | 3.141.000   | Annegret Ehmke                       | 1669          |
|              | - Feldmaikäfer Melolontha melolontha | 200+50           | 15. April             | 3.090.000   | Annegret Ehmke                       | 1670          |
|              | 900 Jahre Benediktinerabteien Maria Laach und Bursfelde | 80               | 15. April             | 25.622.000  | Otto Rohse                           | 1671          |
|              | Internationale Gartenbauausstellung in Stuttgart | 100              | 15. April             | 23.960.000  | Silvia Runge                         | 1672          |
|              | Europamarken, Zeitgenössische Kunst - Joseph Beuys, Lagerplatz: Vitrine | 80               | 5. Mai                | 59.700.000  | Ernst Jünger                         | 1673          |
|              | - Josef Albers, Ehrung des Quadrats | 100              | 5. Mai                | 50.400.000  | Ernst Jünger                         | 1674          |
|              | 450 Jahre Landesschule Pforta Kirche des ehemaligen Zisterzienserklosters St. Marien | 100              | 5. Mai                | 24.175.000  | Karin Blume-Zander und André Zander  | 1675          |
|              | 125 Jahre Coburger Convent Veste Coburg, Stadthaus, Studenten und das farbige Band des Convents | 100              | 5. Mai                | 21.790.000  | Paul Effert                          | 1676          |
|              | 125 Jahre Galopprennbahn Hoppegarten Galopprennen und Zuschauer | 80               | 5. Mai                | unbekannt   | Detlef Glinski                       | 1677          |
|              | Euregio Bodensee Schaufelraddampfer Hohentwiel und die Flaggen von Deutschland, Österreich und der Schweiz; Gemeinschaftsausgabe mit Österreich und der Schweiz                                           | 100              | 5. Mai                | 26.860.000  | Arnold Wittmer                       | 1678          |
|              | 1000 Jahre Potsdam Gemälde von Ferdinand von Arnim, St. Nikolai und Alter Markt | 80               | 17. Juni              | 24.320.000  | Lutz Lüders                          | 1680          |
|              | 150. Todestag von Friedrich Hölderlin (1770–1843) | 100              | 17. Juni              | 21.440.000  | Elisabeth von Janota-Bzowski         | 1681          |
|              | 40 Jahre Deutsches Komitee für UNICEF Zwei Kinder und Inschrift Wenn Menschen bis auf den Mond fliegen können, warum können sie dann nichts dagegen tun, daß so viele Kinder auf der Welt sterben müssen? | 100              | 17. Juni              | 27.580.000  | Vera Braesecke-Kaul                  | 1682          |
|              | 100. Geburtstag von Hans Fallada (1893–1947) Porträtzeichnung von e.o.plauen | 100              | 15. Juli              | 25.000.000  | Peter Nitzsche                       | 1683          |
|              | Serie: Bilder aus Deutschland - Kap Arkona Rügen | 100              | 15. Juli              | 25.750.000  | Heinz Schillinger                    | 1684          |
|              | - Goslar | 100              | 15. Juli              | 26.300.000  | Heinz Schillinger                    | 1685          |
|              | - Wasserkuppe, Hohe Rhön | 100              | 15. Juli              | 22.660.000  | Heinz Schillinger                    | 1686          |
|              | 250. Todestag von Matthias Klotz (1653–1743) Die Entstehungsphasen der Schnecke einer Matthias-Klotz-Geige                                                                                                | 80               | 12. August            | 25.245.000  | Harry Scheuner                       | 1688          |
|              | 100. Geburtstag von Heinrich George (1893–1946) | 100              | 12. August            | 21.440.000  | Gerd Aretz                           | 1689          |
|              | Internationale Funkausstellung Berlin digitalisiertes Auge und Ohr | 100              | 12. August            | 23.835.000  | Hans Günter Schmitz                  | 1690          |
|              | Tag der Briefmarke - Postbote bei der Briefzustellung im 19. Jahrhundert | 100+50           | 16. September         | 3.574.000   | Ralf Peter                           | 1692          |
|              | 100. Geburtstag von Birger Forell (1893–1958) Christliche Kreuze in den schwedischen Nationalfarben | 100              | 16. September         | 25.660.000  | Hilmar Zill                          | 1693          |
|              | 100. Geburtstag von Hans Leip (1893–1983) Holzschnitt Leips Die Brücke Tuledu | 100              | 16. September         | 24.451.000  | Hans Günter Schmitz                  | 1694          |
|              | Briefmarkenblock – Für uns Kinder - Musikclown | 100              | 16. September         | 11.800.000  | Thomas Müller                        | Block 27 1695 |
|              | Wohlfahrtsmarken 1993: Deutsche Trachten - Tracht der Insel Rügen | 80+40            | 14. Oktober           | 5.568.000   | Hannelore Heise                      | 1696          |
|              | - Tracht der Insel Föhr | 80+40            | 14. Oktober           | 6.045.000   | Hannelore Heise                      | 1697          |
|              | - Tracht aus Schwalm in Hessen | 100+50           | 14. Oktober           | 17.840.000  | Hannelore Heise                      | 1698          |
|              | - Tracht aus Oberndorf in Bayern | 100+50           | 14. Oktober           | 18.210.000  | Hannelore Heise                      | 1699          |
|              | - Tracht aus Ernstroda in Thüringen | 200+40           | 14. Oktober           | 7.780.000   | Hannelore Heise                      | 1700          |
|              | 750. Todestag von Hedwig von Andechs (1174–1243) Miniatur aus dem Schlackenwerther Codex um 1350, hl. Hedwig mit Ordensschwestern; Gemeinschaftsausgabe mit Polen                                         | 100              | 14. Oktober           | 28.795.000  | Andrzej Heidrich                     | 1701          |
|              | 100. Todestag von Pjotr Iljitsch Tschaikowski (1840–1893) Szene aus dem Ballett Schwanensee | 80               | 14. Oktober           | 27.050.000  | Joachim Rieß                         | 1702          |
|              | 50. Todestag von Max Reinhardt (1873–1943) | 100              | 14. Oktober           | 24.300.000  | Sibylle und Fritz Haase              | 1703          |
|              | 500. Geburtstag von Paracelsus (1493–1541) Stich von Augustin Hirschvogel | 100              | 10. November          | 24.380.000  | Hilmar Zill                          | 1704          |
|              | 350. Todestag von Claudio Monteverdi (1567–1643) Porträt vor den Titelseiten seiner Madrigale und des L’Orfeo                                                                                             | 100              | 10. November          | 24.540.000  | Antonia Graschberger                 | 1705          |
|              | 80. Geburtstag von Willy Brandt (1913–1992) | 100              | 10. November          | 27.990.000  | Ursula Maria Kahrl                   | 1706          |
|              | Weihnachtsmarke 1993, Reliefs aus dem Flügelaltar der Klosterkirche, Blaubeuren von Michael und Gregor Erhart - Anbetung der Könige                                                                       | 80+40            | 10. November          | 5.950.000   | Antonia Graschberger                 | 1707          |
|              | - Christi Geburt | 100+50           | 10. November          | 11.504.000  | Antonia Graschberger                 | 1708          |
| Dauermarken  | |                  |                       |             |                                      |               |
| Bild         | Beschreibung | Werte in Pfennig | Ausgabe- datum (1993) | Auflage     | Entwurf                              | MiNr.         |
|              | Dauermarkenserie: Sehenswürdigkeiten - Magdeburger Dom | 200              | 15. April             | 197.648.000 | Sibylle und Fritz Haase              | 1665          |
|              | - Staatstheater Cottbus | 500              | 17. Juni              | 154.179.000 | Sibylle und Fritz Haase              | 1679          |
|              | - Russisch-Orthodoxe Kirche, Wiesbaden | 41               | 12. August            | 126.800.000 | Sibylle und Fritz Haase              | 1687          |
|              | - Deutsches Theater Berlin | 700              | 16. September         | 50.425.000  | Sibylle und Fritz Haase              | 1691          |